# Đảng Quốc gia (Uruguay)
Đảng Quốc gia (tiếng Tây Ban Nha: Partido Nacional, PN), còn được gọi là Đảng trắng, là một chính đảng chính trị ở Uruguay cầm quyền Uruguay kể từ năm 2020.
Đảng Quốc gia được thành lập vào ngày 10 tháng 8 năm 1836. Cùng với Đảng Colorado tự do, nó là một trong hai nhóm truyền thống có từ thế kỷ XIX. Manuel Oribe là người sáng lập ra nó. Trong cuộc nội chiến 1864–65 đảng Quốc gia bị lật đổ bởi Colorados, những người nắm quyền cho đến năm 1958. Năm 1872, đảng này đổi tên từ Đảng Trắng thành Đảng Quốc gia.
Vào giữa thế kỷ 20, một hiện tượng rất đặc biệt đã xảy ra: một nhóm nhỏ được gọi là Đảng Quốc gia Độc lập hoạt động từ năm 1931 đến năm 1959 nhưng, mặc dù trên thực tế là một đảng riêng biệt, họ vẫn vĩnh viễn khẳng định rằng "chỉ có một Đảng Quốc gia".
Vào tháng 3 năm 2020, Luis Lacalle Pou của Đảng Quốc gia tuyên thệ nhậm chức Tổng thống mới của Uruguay, đồng nghĩa với việc Uruguay có chính phủ bảo thủ đầu tiên sau 15 năm lãnh đạo cánh tả dưới liên minh Mặt trận rộng.
Theo hệ thống bầu cử tại thời điểm đó được gọi là hệ thống Ley de Lemas, mỗi đảng chính trị có thể có tối đa ba ứng cử viên tổng thống. Kết quả tổng hợp của các phiếu bầu cho ứng cử viên của đảng xác định bên nào sẽ kiểm soát các ngành hành pháp, và bất cứ ứng cử viên đảng chiến thắng đã kết thúc ở vị trí đầu tiên sẽ được công bố Tổng thống hệ thống này là hình thức sử dụng các năm 1942 cuộc bầu cử cho đến năm 1994 cuộc bầu cử cho đến năm 1996, một cuộc trưng cầu dân ý đã sửa đổi hiến pháp để hạn chế mỗi đảng đối với một ứng cử viên tổng thống duy nhất, có hiệu lực từ cuộc bầu cử năm 1999.

## Kết quả bầu cử

### Bầu cử tổng thống
| Kỳ bầu cử                  | Ứng viên                   | Phó tổng thống             | Số phiếu                   | %                          | Số phiếu                   | %                          | Kết quả                    |
| Kỳ bầu cử                  | Ứng viên                   | Phó tổng thống             | Vòng một                   | Vòng một                   | Vòng hai                   | Vòng hai                   | Kết quả                    |
| Theo hệ thống Ley de Lemas | Theo hệ thống Ley de Lemas | Theo hệ thống Ley de Lemas | Theo hệ thống Ley de Lemas | Theo hệ thống Ley de Lemas | Theo hệ thống Ley de Lemas | Theo hệ thống Ley de Lemas | Theo hệ thống Ley de Lemas |
| -------------------------- | -------------------------- | -------------------------- | -------------------------- | -------------------------- | -------------------------- | -------------------------- | -------------------------- |
| 1938                       |                            |                            | 114,506                    | 32.1%                      | —                          | —                          | Thua                       |
| 1942                       | Luis Alberto de Herrera    | Roberto Berro              | 129,132                    | 22.5%                      | —                          | —                          | Thua                       |
| 1942                       | Turena                     | Olivera                    | 1,384                      | 0.2%                       | —                          | —                          | Thua                       |
| 1942                       |                            | Saraiva                    | 667                        | 0.1%                       | —                          | —                          | Thua                       |
| 1942                       | al lema                    | al lema                    | 52                         | 0.0%                       | —                          | —                          | Thua                       |
| 1942                       | Tổng số phiếu              | Tổng số phiếu              | 131,235                    | 22.8%                      | —                          | —                          | Thua                       |
| 1946                       | Luis Alberto de Herrera    | Martín Echegoyen           | 205,923                    | 31.7%                      | —                          | —                          | Thua                       |
| 1946                       | Basilio Muñoz              | José Rogelio Fontela       | 1,479                      | 0.2%                       | —                          | —                          | Thua                       |
| 1946                       |                            | Jacinto D. Durán           | 557                        | 0.1%                       | —                          | —                          | Thua                       |
| 1946                       | al lema                    | al lema                    | 161                        | 0.0%                       | —                          | —                          | Thua                       |
| 1946                       | Tổng số phiếu              | Tổng số phiếu              | 208,120                    | 47.8%                      | —                          | —                          | Thua                       |
| 1950                       | Luis Alberto de Herrera    | Martín Echegoyen           | 253,077                    | 30.7%                      | —                          | —                          | Thua                       |
| 1950                       | Salvador Estradé           | Emeterio Arrospide         | 1,421                      | 0.2%                       | —                          | —                          | Thua                       |
| 1950                       | al lema                    | al lema                    | 336                        | 0.0%                       | —                          | —                          | Thua                       |
| 1950                       | Tổng số phiếu              | Tổng số phiếu              | 254,843                    | 30.9%                      | —                          | —                          | Thua                       |
| 1966                       | Martín Echegoyen           | Dardo Ortiz                | 228,309                    | 18.5%                      | —                          | —                          | Thua                       |
| 1966                       | Alberto Gallinal Heber     | Zeballos                   | 171,618                    | 13.9%                      | —                          | —                          | Thua                       |
| 1966                       | Alberto Héber Usher        | Nicolás Storace Arrosa     | 96,772                     | 7.9%                       | —                          | —                          | Thua                       |
| 1966                       | al lema                    | al lema                    | 211                        | 0.0%                       | —                          | —                          | Thua                       |
| 1966                       | Tổng số phiếu              | Tổng số phiếu              | 496,910                    | 40.3%                      | —                          | —                          | Thua                       |
| 1971                       | Wilson Ferreira Aldunate   | Carlos Julio Pereyra       | 439,649                    | 26.4%                      | —                          | —                          | Thua                       |
| 1971                       | Mario Aguerrondo           | Alberto Héber Usher        | 228,569                    | 13.7%                      | —                          | —                          | Thua                       |
| 1971                       | al lema                    | al lema                    | 211                        | 0.0%                       | —                          | —                          | Thua                       |
| 1971                       | Tổng số phiếu              | Tổng số phiếu              | 668,822                    | 40.2%                      | —                          | —                          | Thua                       |
| 1984                       | Alberto Zumarán            | Gonzalo Aguirre            | 553,193                    | 29.3                       | —                          | —                          | Thua                       |
| 1984                       | Dardo Ortiz                |                            | 76,014                     | 4.0                        | —                          | —                          | Thua                       |
| 1984                       | Juan Carlos Payssé         | Cristina Maeso             | 21,903                     | 1.2                        | —                          | —                          | Thua                       |
| 1984                       | al lema                    | al lema                    | 9,657                      | 0.5                        | —                          | —                          | Thua                       |
| 1984                       | Tổng số phiếu              | Tổng số phiếu              | 660,767                    | 35.0%                      | —                          | —                          | Thua                       |
| 1989                       | Luis Alberto Lacalle       |                            | 444,839                    | 21,63%                     | —                          | —                          | Thắng                      |
| 1989                       | Carlos Julio Pereyra       |                            | 218,656                    | 10,63%                     | —                          | —                          | Thua                       |
| 1989                       | Alberto Zumarán            |                            | 101,046                    | 04,91%                     | —                          | —                          | Thua                       |
| 1989                       | Lema                       | Lema                       | 1,449                      | 00,07%                     | —                          | —                          | Thua                       |
| 1989                       | Tổng số phiếu              | Tổng số phiếu              | 765,990                    | 37,25%                     | —                          | —                          | Thua                       |
| 1994                       | Alberto Volonté            |                            | 301,655                    | 14.9%                      | —                          | —                          | Thua                       |
| 1994                       | Juan Andrés Ramírez        |                            | 264,255                    | 13.0%                      | —                          | —                          | Thua                       |
| 1994                       | Carlos Julio Pereyra       |                            | 65,650                     | 3.2%                       | —                          | —                          | Thua                       |
| 1994                       | Tổng số phiếu              | Tổng số phiếu              | 633,384                    | 31.2%                      | —                          | —                          | Thua                       |
| Một ứng viên mỗi đảng      |                            |                            |                            |                            |                            |                            |                            |
| 1999                       | Luis Alberto Lacalle       |                            | 478,980                    | 22.3%                      | —                          | —                          | Thua                       |
| 2004                       | Jorge Larrañaga            |                            | 764,739                    | 34.30%                     | —                          | —                          | Thua                       |
| 2009                       | Luis Alberto Lacalle       | Jorge Larrañaga            | 669,942                    | 29.07%                     | 994,510                    | 45.37%                     | Thua                       |
| 2014                       | Luis Lacalle Pou           | Jorge Larrañaga            | 732,601                    | 30.88%                     | 939,074                    | 41.17%                     | Thua                       |
| 2019                       | Luis Lacalle Pou           | Beatriz Argimón            | 696,452                    | 29.70%                     | 1,189,313                  | 50.79%                     | Thắng                      |

### Bầu cử thượng viện và hạ viện
| Kỳ bầu cử |         | Số phiếu | %      | Hạ viện   | +/– | Thứ tự | Thượng viện | +/-        | Thứ tự |
| --------- | ------- | -------- | ------ | --------- | --- | ------ | ----------- | ---------- | ------ |
| 1916      | 68,073  | 68,073   | 46.6%  | 105 / 218 | 105 | 1      |             |            |        |
| 1917      | 29,257  | 29,257   | 22.7%  | Không rõ  |     | 3      |             |            |        |
| 1919      | 71,538  | 71,538   | 38.0%  | 56 / 123  |     | 1      |             |            |        |
| 1922      | 116,080 | 116,080  | 47.1%  | 58 / 123  | 2   | 1      |             |            |        |
| 1925      | 122,530 | 122,530  | 45.1%  | 56 / 123  | 2   | 1      |             |            |        |
| 1928      | 140,940 | 140,940  | 47.1%  | 60 / 123  | 4   | 1      |             |            |        |
| 1931      | 133,625 | 133,625  | 43.2%  | 55 / 123  | 5   | 1      |             |            |        |
| 1933      | 101,419 | 101,419  | 41.1%  | 117 / 284 | 122 | 2      |             |            |        |
| 1934      | 92,903  | 92,903   | 37.3%  | 39 / 99   | 138 | 2      | 15 / 30     | 15         | 2      |
| 1934      | Senate  | 91,585   | 41.4%  | 39 / 99   | 138 | 2      | 15 / 30     | 15         | 2      |
| 1938      | 122,440 | 122,440  | 32.6%  | 29 / 99   | 10  | 2      | 15 / 30     | Giữ nguyên | 2      |
| 1938      | Senate  | 114,571  | 31.7%  | 29 / 99   | 10  | 2      | 15 / 30     | Giữ nguyên | 2      |
| 1942      | 199,265 | 199,265  | 34.6%  | 34 / 99   | 5   | 2      | 7 / 30      | 8          | 2      |
| 1942      | Senate  | 131,235  | 22.8%  | 34 / 99   | 5   | 2      | 7 / 30      | 8          | 2      |
| 1946      | 271,037 | 271,037  | 40.4%  | 40 / 99   | 6   | 2      | 10 / 30     | 3          | 2      |
| 1946      | Senate  | 208,085  | 31.1%  | 40 / 99   | 6   | 2      | 10 / 30     | 3          | 2      |
| 1950      | 254,788 | 254,788  | 30.8%  | 31 / 99   | 9   | 2      | 10 / 30     | Giữ nguyên | 2      |
| 1950      | Senate  | 254,834  | 30.4%  | 31 / 99   | 9   | 2      | 10 / 30     | Giữ nguyên | 2      |
| 1954      | 309,818 | 309,818  | 35.2%  | 35 / 99   | 4   | 2      | 11 / 31     | 1          | 2      |
| 1958      | 499,425 | 499,425  | 49.7%  | 51 / 99   | 16  | 1      | 17 / 31     | 6          | 1      |
| 1962      | 545,029 | 545,029  | 46.5%  | 47 / 99   | 4   | 1      | 15 / 31     | 2          | 1      |
| 1966      | 496,910 | 496,910  | 40.3%  | 41 / 99   | 6   | 2      | 13 / 30     | 2          | 2      |
| 1971      | 668,822 | 668,822  | 40.2%  | 40 / 99   | 1   | 2      | 12 / 30     | 1          | 2      |
| 1984      | 660,767 | 660,767  | 35.1%  | 35 / 99   | 5   | 2      | 11 / 30     | 1          | 2      |
| 1989      | 765,990 | 765,990  | 37.25% | 39 / 99   | 4   | 1      | 12 / 30     | 1          | 1      |
| 1994      | 633,384 | 633,384  | 31.1%  | 31 / 99   | 8   | 2      | 10 / 31     | 2          | 2      |
| 1999      | 478,980 | 478,980  | 22.3%  | 22 / 99   | 9   | 3      | 7 / 30      | 3          | 3      |
| 2004      | 764,739 | 764,739  | 34.30% | 36 / 99   | 14  | 2      | 11 / 30     | 4          | 2      |
| 2009      | 669,942 | 669,942  | 29.07% | 30 / 99   | 6   | 2      | 9 / 30      | 2          | 2      |
| 2014      | 732,601 | 732,601  | 30.88% | 32 / 99   | 2   | 2      | 10 / 30     | 1          | 2      |
| 2019      | 696,452 | 696,452  | 29.70% | 30 / 99   | 2   | 2      | 10 / 30     | Giữ nguyên | 2      |

### Hội đồng quốc gia và hội đồng bầu cử chính phủ
| Kỳ bầu cử                                                | Số phiếu | %     | Số ghế giành được | +/-        | Thứ tự |
| -------------------------------------------------------- | -------- | ----- | ----------------- | ---------- | ------ |
| 1925                                                     | 119,255  | 49.3% | Không rõ          |            | 1      |
| 1926                                                     | 139,959  | 48.4% | Không rõ          |            | 1      |
| 1928                                                     | 141,055  | 48.2% | Không rõ          |            | 2      |
| 1930                                                     | 149,339  | 47.2% | Không rõ          |            | 2      |
| 1932                                                     | 41,908   | 26.1% | Không rõ          |            | 2      |
| Bãi bỏ năm 1933, tái thành lập hội đồng bầu cử chính phủ |          |       |                   |            |        |
| 1954                                                     | 309,818  | 35.2% | 3 / 9             | 3          | 2      |
| 1958                                                     | 499,425  | 49.7% | 6 / 9             | 3          | 1      |
| 1962                                                     | 545,029  | 46.5% | 6 / 9             | Giữ nguyên | 1      |
| Bãi bỏ năm 1966, tái thành lập hệ thống tổng thống chế   |          |       |                   |            |        |